# 思 (佛教)
思（梵文及巴利文：Cetanā），佛教術語，為心所之一，是一種意識的作用，相當於現代所說的意志（英語：volitional）、指向（英語：directionality）、吸引力。
為大地法之一，也被列為遍行心所之一。

## 概論
在佛教中，思是指心出現欲望、想要的動力，以道德性質來區分，可分為善、惡與無記三者，思的集合為行蘊。思可以朝向惡法，或是善法，取決於人的見解，釋迦牟尼鼓勵其信徒以正見來導引心的方向。
思能造作業，為業的本質。學者水野弘元認為，原始佛教以思來作為行蘊的代表。

## 分類
《瑜伽師地論》分為加行思、決定思、等起思三類。